# Marco Martins
Marco Martins (* 1972 in Lissabon) ist ein portugiesischer Filmregisseur.

## Leben
Marco Martins drehte schon als Jugendlicher Filme mit Videokameras. Später studierte er an der Lissabonner Filmhochschule ESTC (Escola Superior de Teatro e Cinema). Mit seiner Abschlussarbeit, dem Kurzfilm Mergulho no Ano Novo (Kopfüber ins neue Jahr), gewann er einen Preis beim Kurzfilmfestival Curtas Vila do Conde. 1994 war er Produktionsassistent bei Lisbon Story unter der Regie von Wim Wenders und bei Casa de Lava des Regisseurs Pedro Costa. Im Jahr 1995 assistierte er Manoel de Oliveira bei Das Kloster und 1998 João Canijo bei Sapatos Pretos. 1998 gewann sein Kurzfilm (14 Segundos e um tico,) No caminho para a escola Preise bei den spanischen Filmfestivals Festival Ibérico de Cinema in Badajoz (bester Film, beste Regie) und in Ourense den Atlantic Axis-Preis.
Sein erster langer Spielfilm Alice von 2005 lief beim Filmfestival Cannes und gewann den Regards Jeunes-Preis. Der eindringliche Film, mit Musik von Bernardo Sassetti, und mit Nuno Lopes und Beatriz Batarda in den Hauptrollen,  zeigt einen jungen Vater, der seine im Gewühl der Lissabonner Unterstadt verloren gegangene Tochter monatelang Tag um Tag verzweifelt sucht. Der düstere, intensive Film wurde ein Erfolg, sowohl beim portugiesischen Publikum – einer der meistgesehenen portugiesischen Filme –  als auch bei der internationalen Kritik. So wurde der in Portugal eher als Komiker bekannte Hauptdarsteller Nuno Lopes bei der Berlinale 2006 als Shooting Star ausgezeichnet, und der Film gewann eine Reihe von Preisen, darunter als „bester Film“ bei den Caminhos do Cinema Português in Coimbra, und für „beste Regie“ in Las Palmas, dem Raindance Film Festival in London und dem argentinischen Festival Mar del Plata, wo er zudem mit einem Preis für die beste Fotografie und mit einem FIPRESCI-Preis ausgezeichnet wurde. Auch bei den Globos de Ouro wurde er für die beste Regie und den besten Hauptdarsteller ausgezeichnet, und er wurde sowohl als portugiesischer Kandidat für den Auslandsoscar, als auch für den europäischen Fassbinder-Preis nominiert.
Mit seinem Nouvelle-Vague-beeinflussten Film How to Draw a Perfect Circle behandelte er 2009 das Inzest-Tabu. Der von dunklen Tönen dominierte Film, mit den Jungschauspielern Joana de Verona und Rafael Morais, und mit Beatriz Batarda und Daniel Duval in den Erwachsenen-Hauptrollen, wird erneut von Schatten und beklemmender Atmosphäre dominiert. Er wurde kein Publikumserfolg und sorgte im Filmpublikum für Diskussionen, auch international, etwa beim Festival des europäischen Films im russischen Kaliningrad. Bei der internationalen Kritik stieß der Film teils auf Ablehnung, teils auf Lob.
Martins ist auch als Werbefilmer aktiv und gewann mit seiner 2002 gegründeten Werbefilm-Gesellschaft Ministério dos Filmes verschiedene Preise der Branche.
2016 erschien sein Film São Jorge. Mit seiner Geschichte um einen überschuldeten Boxer, der in der allgemeinen Wirtschaftskrise seine Familie als Inkassoeintreiber retten will, widmete sich Martins der tiefen sozialen Krise, in die Portugal durch die Auswirkungen der Austeritätspolitik abrutschte, in Folge der Eurokrise und der Bankenrettungs-Politik der EU danach. Der Film gewann eine Vielzahl Preise, und wie schon Alice wurde auch São Jorge der portugiesische Kandidat für einen Auslands-Oscar und erschien zudem als DVD.
Mit seinem Dokumentarfilm Um Corpo que Dança - Ballet Gulbenkian 1965-2005 porträtierte Martins 2022 das renommierte, 2005 jedoch eingestellte Ballett der Gulbenkian-Stiftung.

## Filmografie

### Regie
- 1992: Mergulho no Ano Novo
- 1995: Não Basta Ser Cruel
- 1996: Mesa à Portuguesa (Fernsehserie)
- 1996: Clockwise
- 1998: No Caminho para a Escola
- 2005: Alice
- 2006: Diamantes (zwei Werbeclips, mit Pierce Brosnan und Laura Mansfield)
- 2006: Um Ano Mais Longo (Kurzfilm)
- 2009: How to Draw a Perfect Circle (Como Desenhar um Círculo Perfeito)
- 2010: Traces of a Diary (Doku, auch Kamera)
- 2010: Insert (Kurzfilm, auch Kamera)
- 2013: Twenty One Twelve: The Day the World Didn't End (Doku)
- 2015: The Man With a Box (Doku)
- 2016: São Jorge
- 2018: Sara (Fernsehserie)
- 2022: Um Corpo que Dança - Ballet Gulbenkian 1965-2005 (Doku, auch Drehbuch)

### Drehbuch
- 1995: Não Basta Ser Cruel, auch Regie
- 1998: No Caminho para a Escola, auch Regie
- 2005: Alice, auch Regie
- 2006: Um Ano Mais Longo, auch Regie
- 2009: How to Draw a Perfect Circle (Como Desenhar um Círculo Perfeito), auch Regie
- 2010: Nenhum Nome (Kurzfilm); Regie: Gonçalo Waddington
- 2016: São Jorge, auch Regie
- 2018: Sara (Fernsehserie), auch Regie
- 2021: Perfil Perdido  (TV-Film)
- 2022: Um Corpo que Dança - Ballet Gulbenkian 1965-2005  (auch Regie)